# Nazywał się Bagger Vance
Nazywał się Bagger Vance – amerykański film obyczajowy z 2000 roku na podstawie powieści Stevena Pressfielda z 1995 roku.

## Obsada
- Will Smith – Bagger Vance
- Matt Damon – Rannulph Junuh
- Charlize Theron – Adele Invergordon
- Bruce McGill – Walter Hagen
- Joel Gretsch – Bobby Jones
- J. Michael Moncrief – Hardy Greaves
- Jack Lemmon – Narrator/Stary Hardy Greaves

## Nagrody i nominacje
Nagrody Saturn 2000
- Najlepszy aktor drugoplanowy - Will Smith (nominacja)

Nagroda Satelita 2000
- Najlepsze zdjęcia - Michael Ballhaus (nominacja)
- Najlepsza muzyka - Rachel Portman (nominacja)